# Răscoala Țărănească din 1888
Răscoala țărănească din 1888 a început în data de 20 martie 1888 în Urziceni, Ialomița și s-a răspândit, în perioada următoare, în toată țara. Răscoala a fost înfrântă de guvern, reprimarea ei de către armată soldându-se cu peste 1.000 de țărani morți sau răniți și alte câteva mii de arestați. Principala cauză a fost nemulțumirea țăranilor legată de lipsa de pământ și de menținerea unor relații de tip feudal în satele României.

## Cauze
Principala cauză a răscoalei o reprezenta lipsa de pământ și condițiile grele de trai ale țăranilor. Reforma agrară din 1864 nu-i împroprietărise cu pământ pe toți țăranii, iar în cei peste douăzeci de ani unii țărani își pierduseră pământul obținut din cauza problemelor economice grele ale țării. În primăvara anului 1888 s-a zvonit că urmează să se realizeze o nouă împroprietărire, dar autoritățile blocaseră punerea în aplicare a legii.

## Desfășurare
Răscoala a început la 20 martie 1888 la Urziceni și s-a extins repede către satele din județele limitrofe: Ilfov, Dâmbovița, Prahova și Vlașca. La jumătatea lunii aprilie, răscoalele din acele zone începuseră să fie reprimate, dar au izbucnit alte răscoale în județele Buzău, Râmnicu Sărat, Muscel, Brăila, Teleorman, Olt, Romanați și Dolj și s-au extins apoi către unele județe din Moldova (Putna, Tecuci, Iași, Neamț, Covurlui și Suceava), ajungând în luna mai și în județele Vaslui, Roman și Botoșani.
Principala revendicare a țărănimii era realizarea unei noi împroprietăriri. Țăranii au atacat în unele sate conacele boierești și i-au alungat pe boieri și pe arendați, au ocupat moșiile boierești și le-au împărțit între ei în loturi egale, au atacat autoritățile comunale și au distrus registrele de învoieli agricole. Răsculații s-au îndreptat în unele locuri spre orașele reședință de județ, iar guvernul a chemat armata pentru a apăra barierele de intrare. În ciuda rezistenței armatei, unele grupuri de țărani au pătruns în București, Galați și Botoșani, cerând în mod pașnic satisfacerea revendicărilor.
Armata a intervenit cu brutalitate și a reprimat răscoala, trăgând în răsculați. Peste 1.000 de țărani au fost uciși sau răniți, iar alte câteva mii au fost arestați și judecați ulterior. De asemenea, soldații care au fraternizat cu răsculații au fost trimiși în fața curților marțiale și condamnați.
Răscoala țăranilor de la 1888 a fost sprijinită de unii intelectuali de stânga și de unele cercuri muncitorești.